# Muricopsis
Muricopsis es un género de molusco gasterópodo de la familia Muricidae en el orden Neogastropoda.
Los integrantes de este género realizan perforaciones en las conchas de sus presas, a través de la cual obtienen su alimento. Como consecuencia, dejan una bioerosión de contorno circular conocida como Oichnus simplex.

## Especies
- Muricopsis annobonensis Houart & Rolán, 2001
- Muricopsis caribbaea (Bartsch & Rehder, 1939)
- Muricopsis carnicolor Bozzetti, 2009
- Muricopsis chiarae Bozzetti, 1991
- Muricopsis cristata (Brocchi, 1814)
- Muricopsis deformis (Reeve, 1846)
- Muricopsis delemarrei Houart, 2005
- Muricopsis fusiformis (Gmelin, 1791)
- Muricopsis ghisottii Cecalupo, Buzzurro & Mariani, 2008
- Muricopsis gilbertharrisi (Weisbord, 1962)
- Muricopsis gofasi Houart, 1993
- Muricopsis gorii Houart, 2012
- Muricopsis guadalupensis Garrigues & Merle, 2014
- Muricopsis haidari Houart, 2003
- Muricopsis hernandezi Rolán & Gori, 2007
- Muricopsis honkeri Petuch, 2013
- Muricopsis josei Vokes, 1994
- Muricopsis marcusi Vokes, 1994
- Muricopsis matildeae Rolán & Fernandes, 1991
- Muricopsis mcleani Wiedrick, 2009
- Muricopsis necocheana (Pilsbry, 1900)
- Muricopsis omanensis Smythe & Oliver, 1986
- Muricopsis pauxilla (A. Adams, 1854)
- Muricopsis perexigua Vokes, 1994
- Muricopsis principensis Rolán & Fernandes, 1991
- Muricopsis rosea (Reeve, 1846)
- Muricopsis rutila (Reeve, 1846)
- Muricopsis schrammi (Crosse, 1863)
- Muricopsis seminolensis Vokes & Houart, 1986
- Muricopsis suga (Fischer-Piette, 1942)
- Muricopsis taupini Garrigues, 2016
- Muricopsis testorii Houart & Gori, 2008
- Muricopsis westonensis Myers & D'Attilio, 1990
- Muricopsis withrowi Vokes & Houart, 1986
- Muricopsis zeteki Hertlein & Strong, 1951</small